# Jaune de cadmium

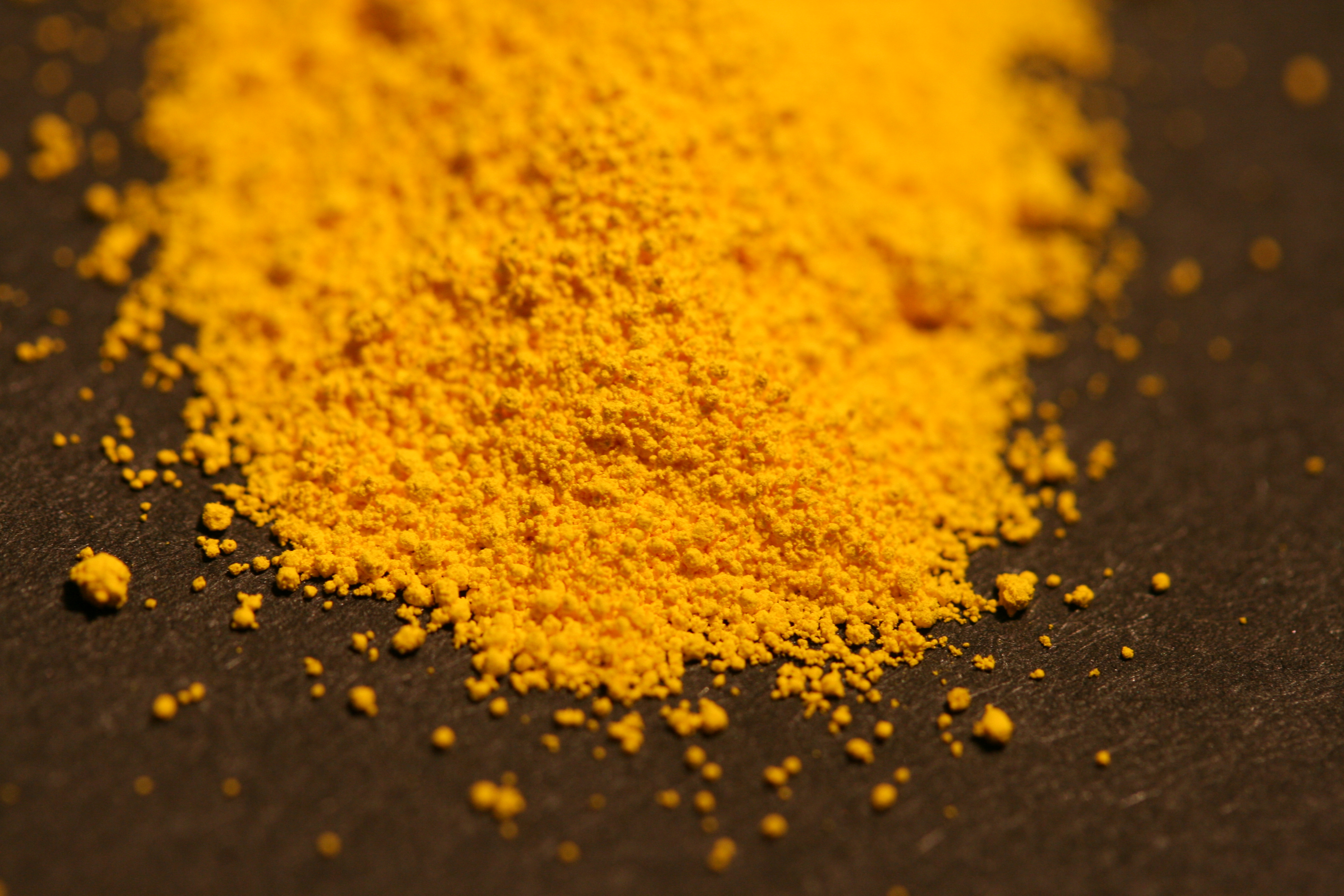
Jaune de cadmium.

Les jaunes de cadmium sont des pigments minéraux qui offrent une large palette de jaunes : citron, pâle, clair, moyen, foncé.

## Histoire

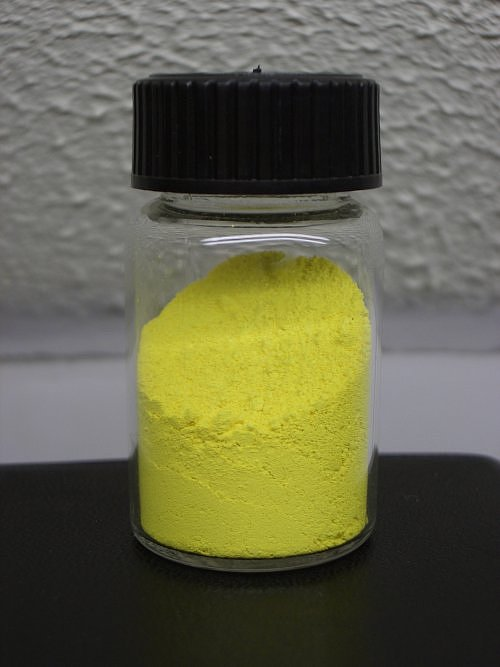
Poudre de sulfure de cadmium (cadmium sulfide).

Le sulfure de cadmium fut découvert en 1817 au laboratoire d'analyse de l'université de Goettingen, par le professeur Friedrich Stromeyer. Il était présent en impuretés jaunes sur le carbonate de zinc, qui se nommait "cadmia" ou "cadmeia" (avant de se nommer smithsonite). Stromeyer isole un corps simple nouveau d'un élément qu'il nomme cadmium. Mais les autorités allemandes soupçonnent la toxicité de ce corps et interdisent l'emploi de ces carbonates de zinc à tâches jaunâtre. Quelques chimistes préparateurs ou récupérateurs d'oxyde de zinc, victimes de la proscription des minerais impurs, se lancent dans une course pour montrer leurs capacités de purification, voire pour mettre au jour la chimie des composants impliqués. Par exemple, Carl Hermann montre que les résidus de fabrication de l'oxyde de zinc sont un oxyde jaune dont l'analyse lui révèle à son tour qu'il comporte un métal nouveau, déjà baptisé cadmium. Ce sulfure jaune vif apparaît très vite aux différents manipulateurs chimistes comme un excellent pigment stable pour les arts. Les chimistes allemands découvrent aussi que l'altération des conditions de préparation ou la présence différentielle de sélénium au lieu de soufre permettait d'obtenir des couleurs rouge et orange.
Il y a des traces de l'utilisation du jaune de cadmium dans la peinture en France et en Allemagne depuis environ 1829. Vers 1850, il intégra le catalogue du marchand de couleur anglais Winsor et Newton, malgré la concurrence d'autres pigments moins chers.
Claude Monet en fit un usage intensif à partir de 1873, suivi par Édouard Manet et Berthe Morisot quelques années plus tard. En 1881, le marchand de couleurs Jacques Blockx l'inclut dans sa liste de « couleurs fixes qui peuvent être employées en toute sécurité ».

## Composition
Il existe 2 jaunes de cadmium :
- PY35, un sulfure de cadmium et zinc
- PY37, un sulfure de cadmium (CdS).

Il est obtenu par précipitation d’une solution de sel de cadmium.
Introduits dans les années 1840, les jaunes de cadmium ont rapidement remplacé les jaunes de chrome, peu fiables.

## Caractéristiques
Comme tous les cadmiums, ils sont opaques et dotés d'un bon pouvoir colorant.
Malgré leur prix, ils sont indispensables dans la palette de l'artiste.
Les composés de cadmium présentent des risques pour la santé humaine et pour l'environnement. Leur fabrication et leur usage sont soumis à des restrictions. Les pigments de cadmium demeurent autorisés (INRS, p. 3). Malgré ces risques et leur coût élevé, ils présentent des caractéristiques de solidité, de pouvoir colorant et de vivacité qui les font rester sans équivalent (PRV2, p. 15).
Le cadmium absorbé partiellement par voie respiratoire et digestive, mais pas par voie transcutanée, ne s'élimine que très lentement (INRS, p. 5). Chez les travailleurs de la production de composés de cadmium qui ont inhalé des poussières, on a constaté une incidence anormale de cancers du poumon, en absorption digestive, des proliférations pathologiques dans la prostate. Les pigments à base de cadmium doivent être utilisés avec précaution, en particulier en extérieur et en climat humide.